# Bernd Wolfgang Lindemann

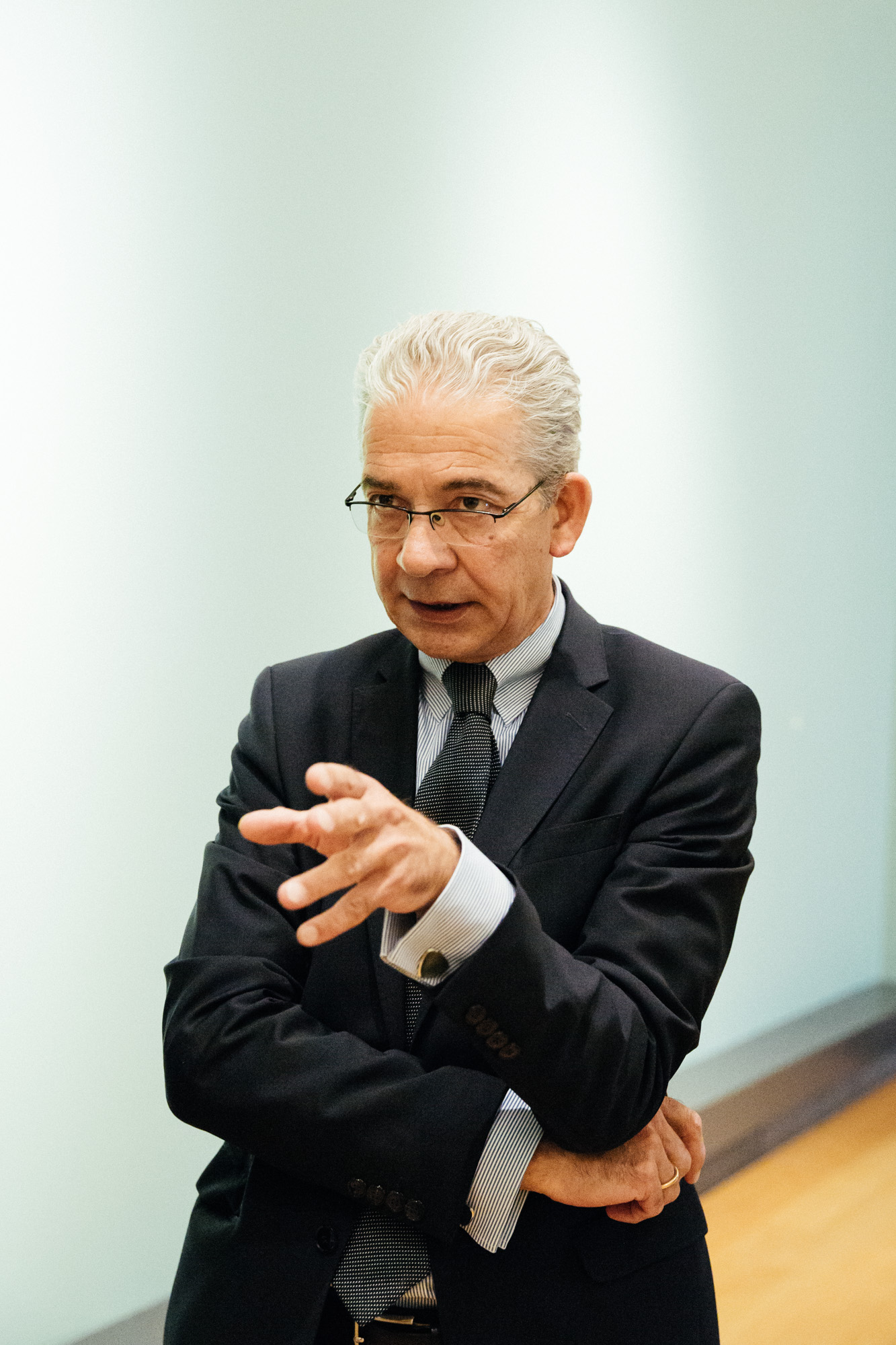
Bernd Wolfgang Lindemann

Bernd Wolfgang Lindemann (* 17. Februar 1951 in Düsseldorf) ist ein deutscher Kunsthistoriker.

## Leben
Lindemann studierte Kunstgeschichte, Geschichte und Klassische Archäologie an den Universitäten Stuttgart, Bonn, Wien und Kiel. 1981 promovierte er an der Universität Kiel. Von 1981 bis 1990 war er als wissenschaftlicher Assistent an der FU Berlin tätig, wo er 1992 habilitiert wurde. Anschließend war er ab 1990 als Kustos an der Berliner Gemäldegalerie tätig.
Im Oktober 1994 wechselte Lindemannan das Kunstmuseum Basel als Konservator der Abteilung Alter Meister, ab 1999 war er dort auch stellvertretender Direktor. Parallel erfolgte 1995 die Umhabilitation an die Universität Basel, die ihn 2001 zum Titularprofessor ernannt.
Zum 1. Juni 2004 wechselte Lindemann zurück nach Berlin, wo er als Nachfolger von Jan Kelch Direktor der Gemäldegalerie wurde. 2007 wurde er zusätzlich Direktor der Skulpturensammlung und des Museums für Byzantinische Kunst. An der FU Berlin lehrte er seit dem Wintersemester 2004/05 als Honorarprofessor für Kunstgeschichte. Im Juli 2016 trat er in den Ruhestand.

## Veröffentlichungen (Auswahl)
- Ferdinand Tietz 1708–1777. Studien zu Werk, Stil und Ikonographie. Weißenhorn 1989 (Dissertation).
- Bilder vom Himmel. Studien zur Deckenmalerei des 17. und 18. Jahrhunderts. Worms 1994 (Habilitationsschrift).